# Rio dei Carmini

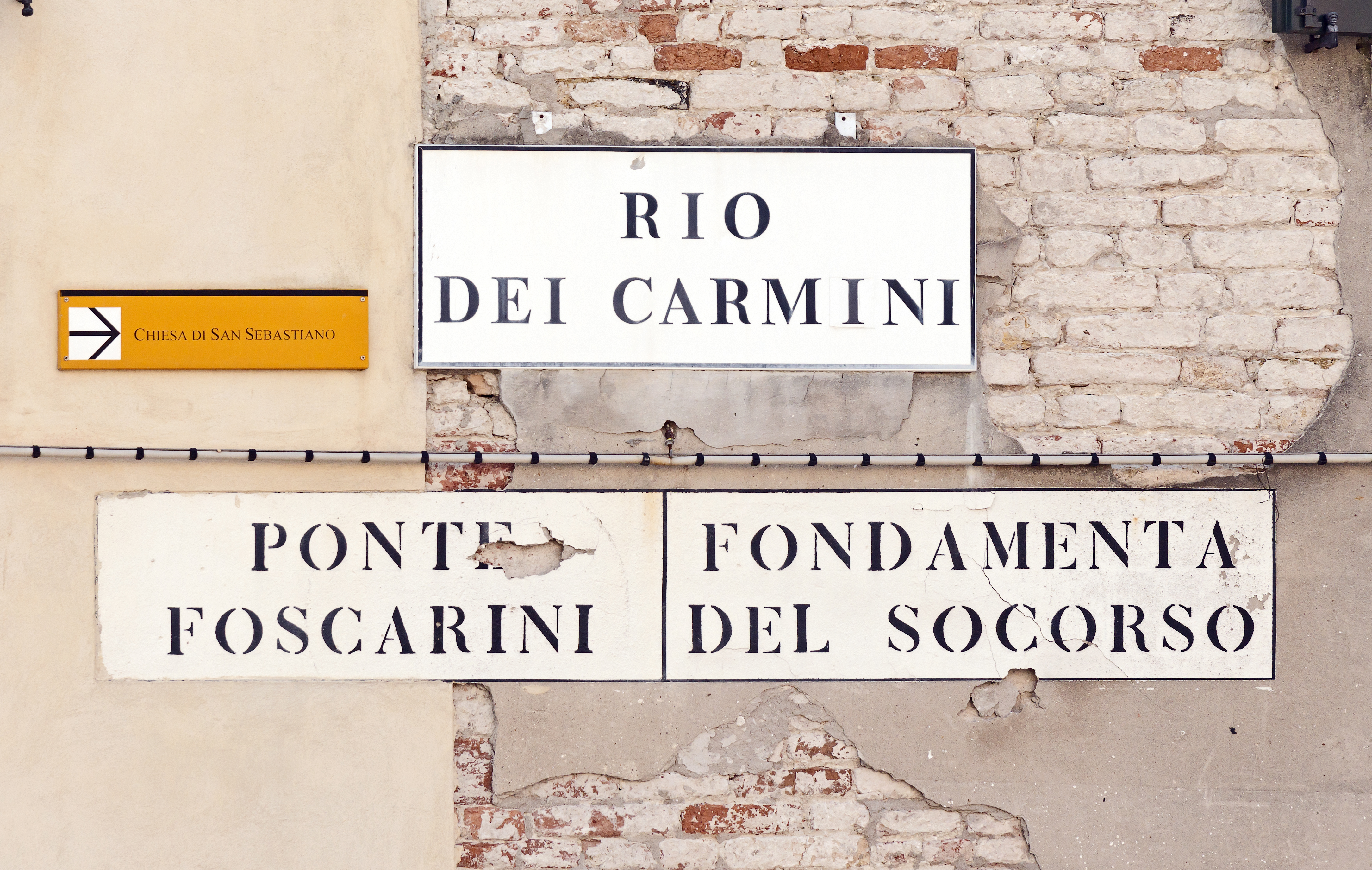
L'extrémité Est du rio

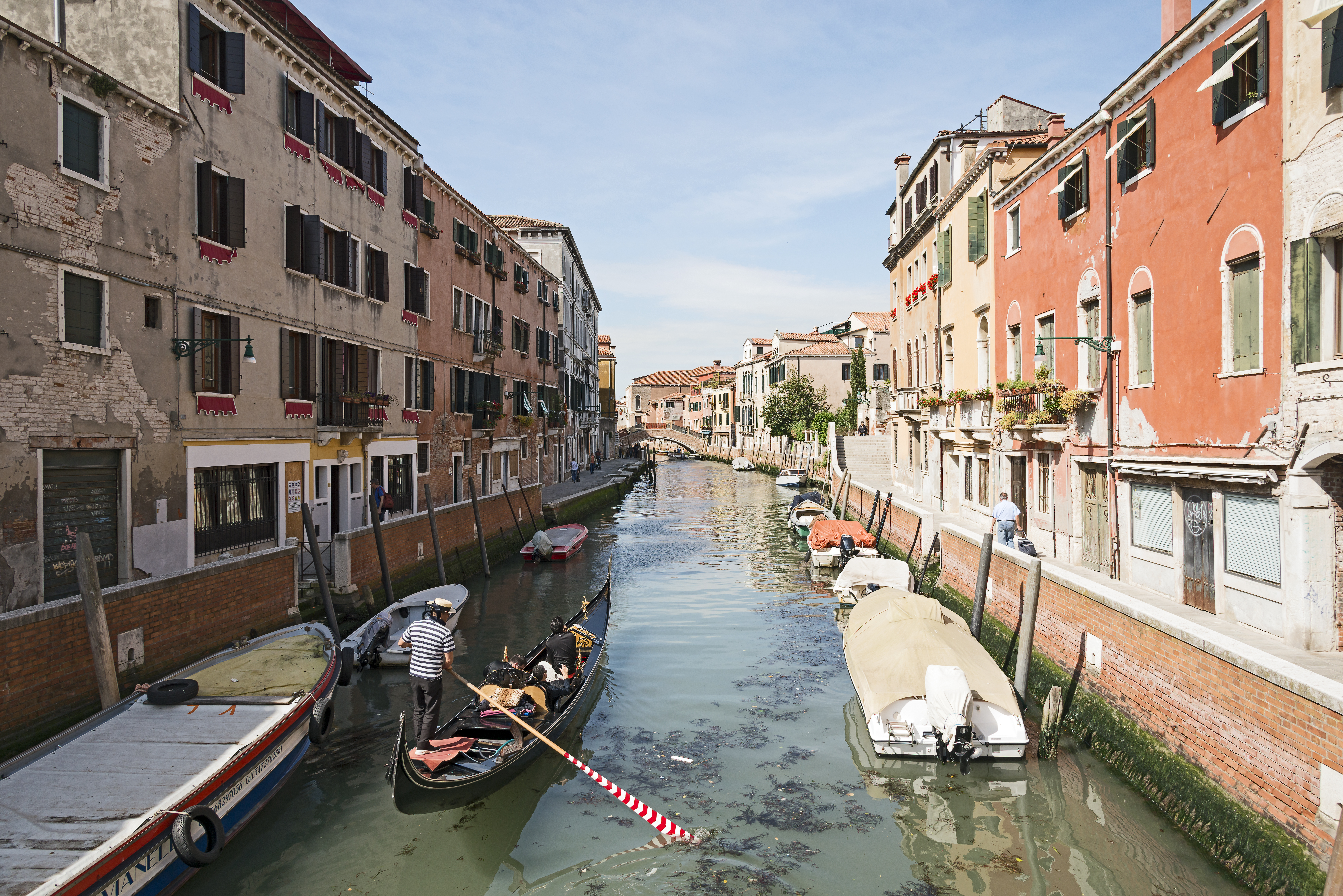
Rio dei Carmini

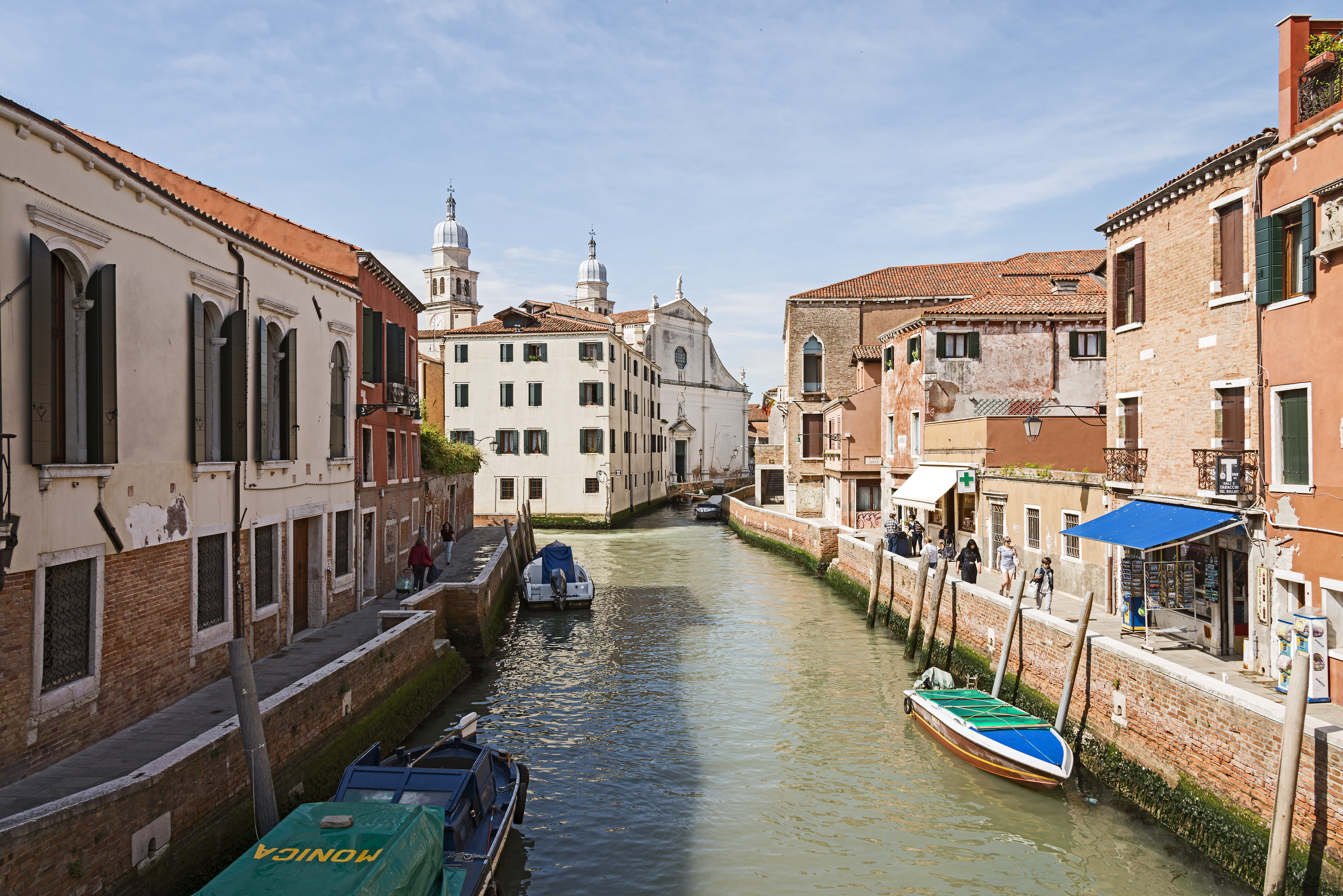
L'extrémité Ouest vue du Ponte del Soccorso

Le rio dei Carmini (canal des Carmes) est un canal de Venise dans le sestiere de Dorsoduro.

## Toponymie
Le rio doit son nom à l'église Santa Maria del Carmini.

## Description
Le rio dei Carmini a une longueur d'environ 200 mètres. Il raccorde le rio de l'Anzolo Rafael vers le nord-est au rio de Santa Margarita.

## Situation
Ce rio longe :
- le fondamenta Briati sur son flanc nord ;
- le fondamenta del Soccorso sur son flanc sud ;
- le ponte Briati sur l'embouchure du rio Briati ;
- l'église Santa Maria del Carmini.

### Ponts

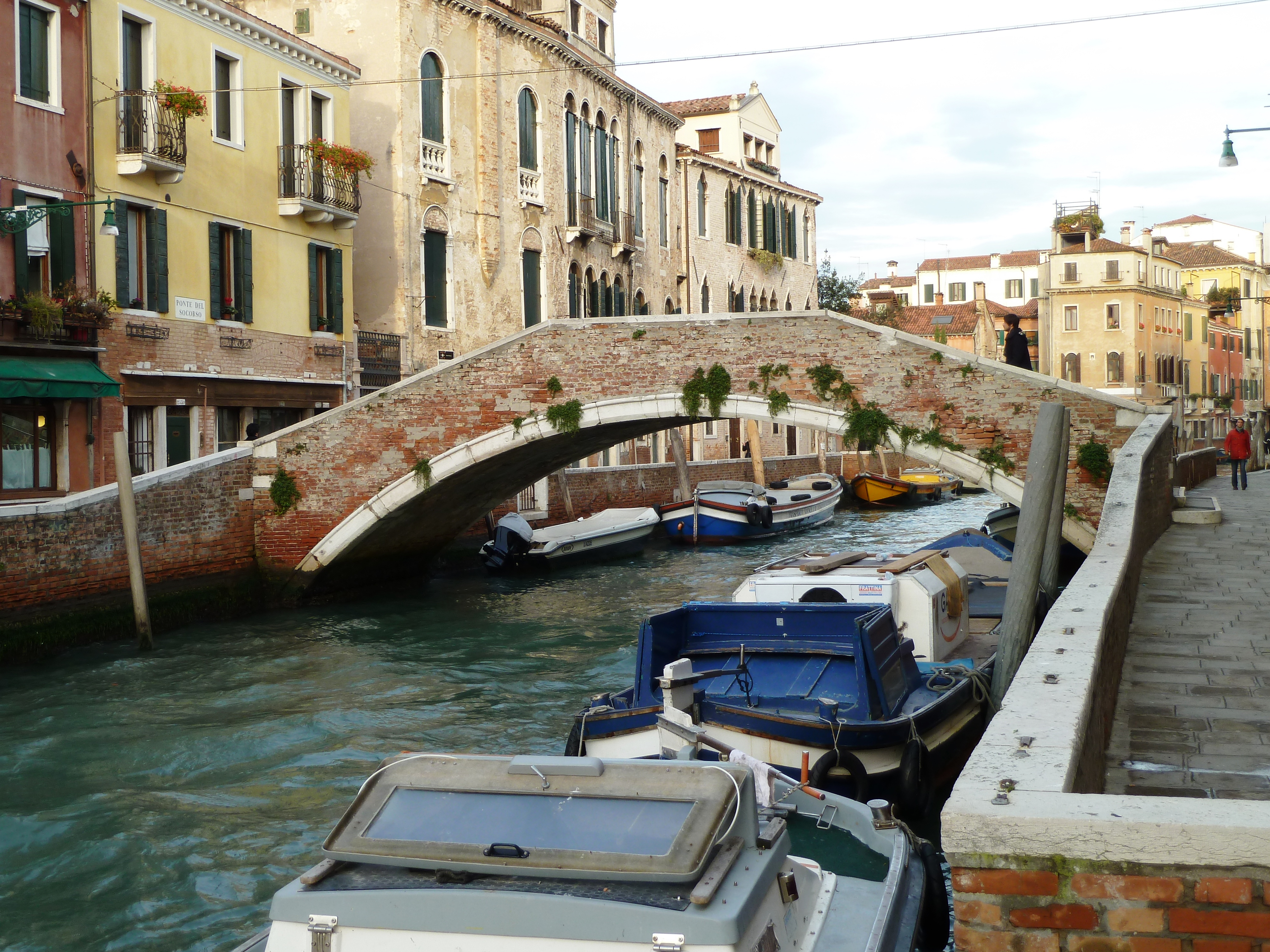
Ponte del Soccorso reliant fondamenta éponyme et fondamenta Briati
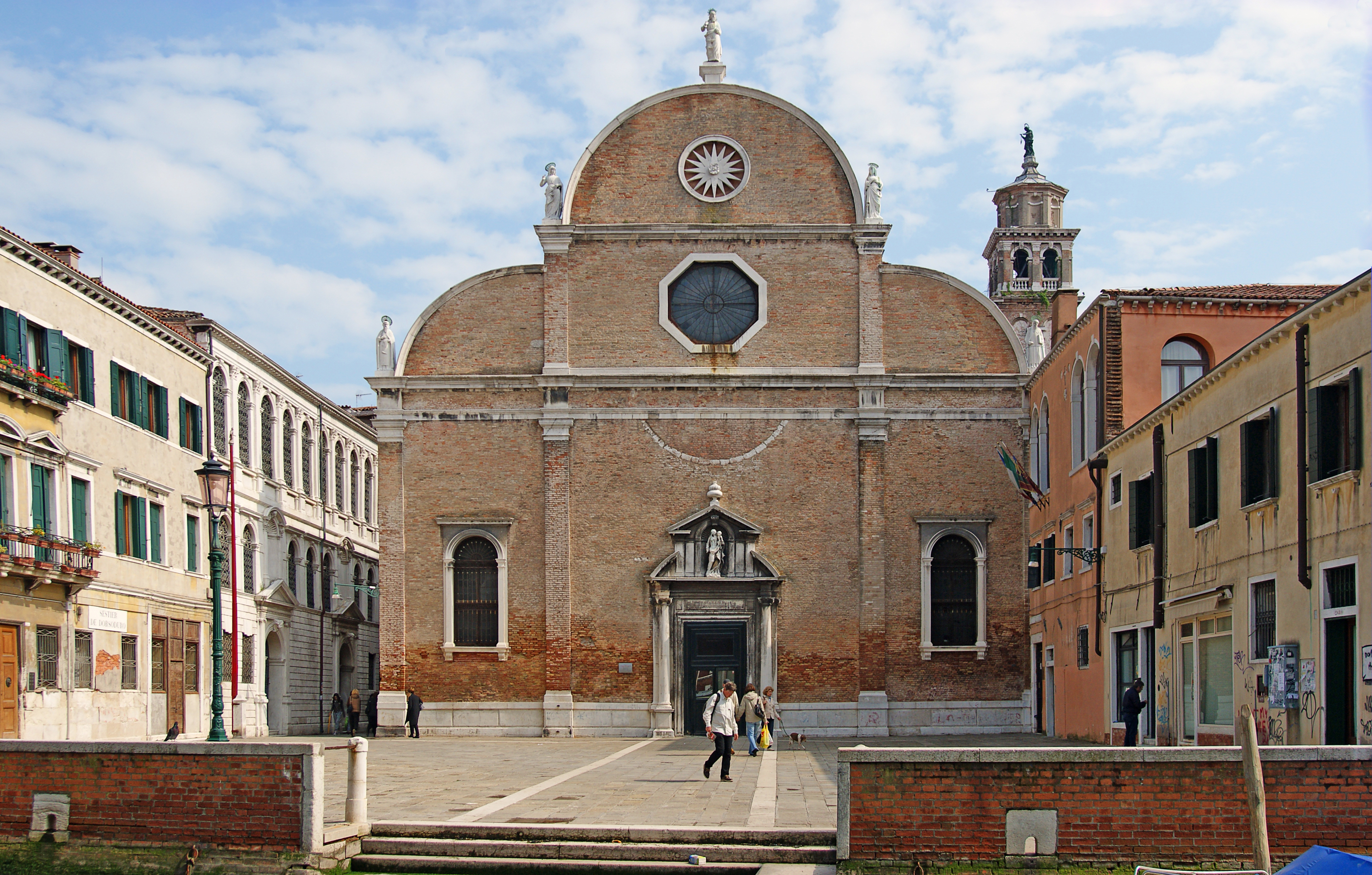
L'église Santa Maria dei Carmini sur le campo dei carmini.
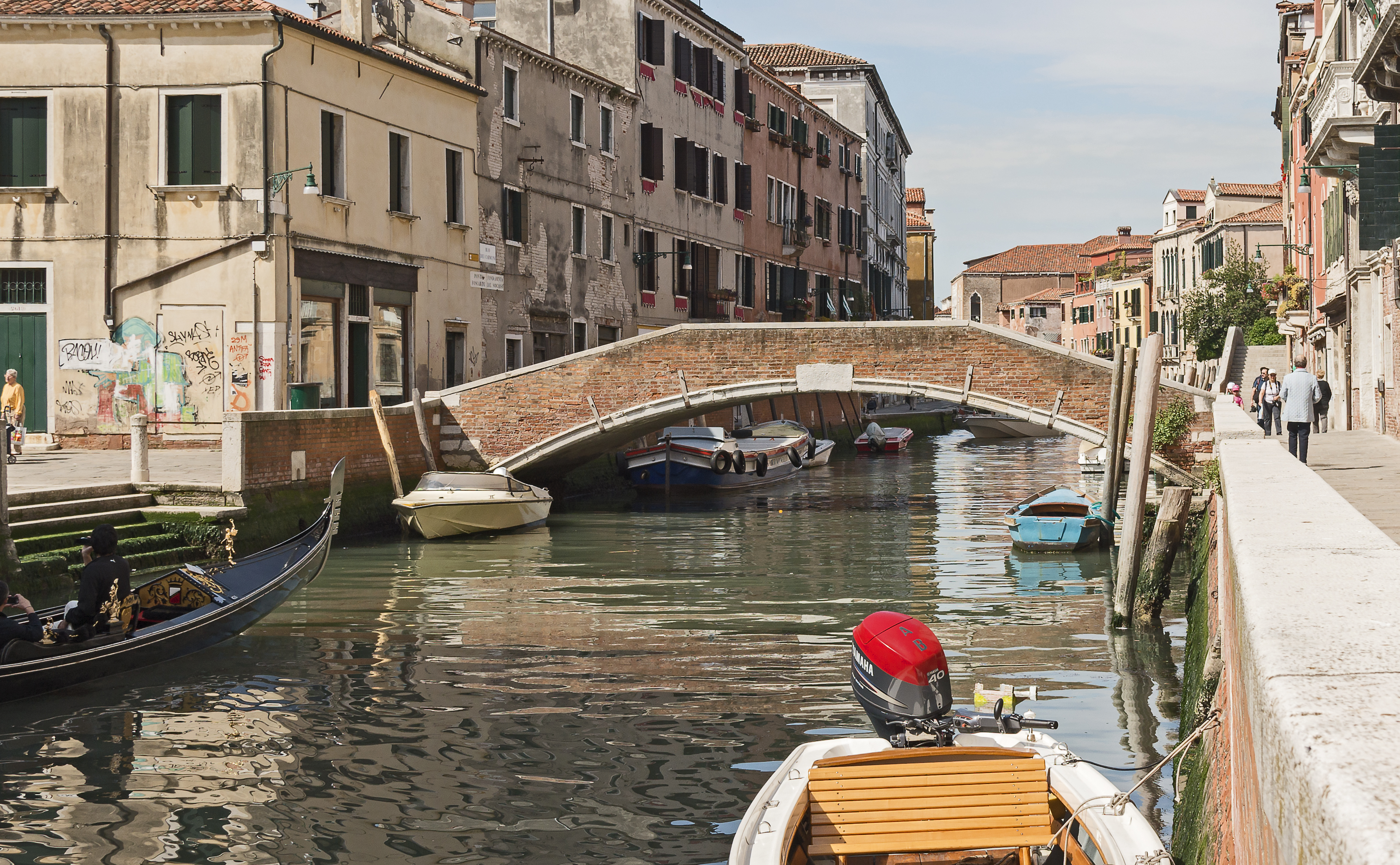
Ponte Foscarini (ou dei Carmini) reliant Fondamenta Foscarini  à l'église Santa Maria del Carmini
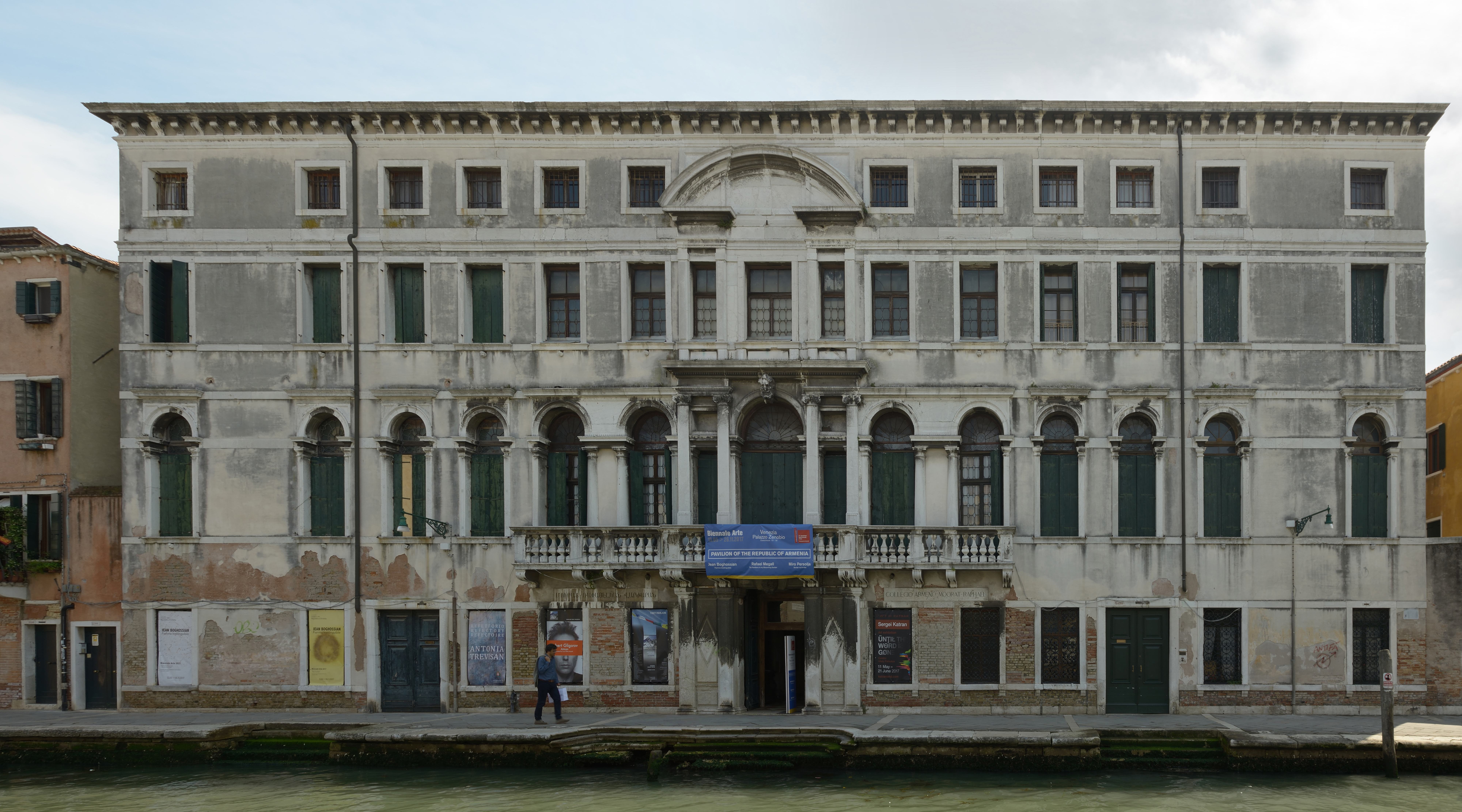
Palais Zenobio degli Armeni